# Carnaval de Papalotla (Tlaxcala)
El Carnaval de Papalotla es una celebración de tipo carnavalesca celebrada en el municipio de Papalotla de Xicohténcatl y con algunas variaciones en localidades como Mazatecochco que en algún momento formaron parte de Papalotla. Sus colores vistosos y la peculiaridad de sus danzas lo han convertido en un gran atractivo turístico para la ciudad y con una gran proyección nacional.
Se consta de trajes coloridos, con su vestimenta destacada "paños" y "plumerones" que simbolizan la bandera de México  y las nubes.

## Historia

### Época prehispánica
Antes de la llegada de los españoles, los pobladores de Papalotla realizaban una serie de rituales de pedimento de agua en los meses de febrero y octubre para pedir agua y buenas cosechas, sin duda eran ritos agrícolas que coinciden con los meses de Atlcahualo y Tepeílhuitl, correspondiente al calendario mexica. Durante los rituales de pedimento de agua -actualmente conocido como Atltepeilhuitl- se sacrificaba en lo alto del Volcán la Malinche a infantes, esto, por la conexión que existe entre los niños con los tlaloques (ayudantes del dios Tláloc). En ese tiempo se creía que con tales rituales, la diosa Matlalcueyetl proporcionaría el buen temporal de lluvias y derramamiento de agua que existía con los arroyos que existen en la región.

### Conquista española
Con la llegada de los españoles a tierras tlaxcaltecas se emprendió un proceso de evangelización cuyo objetivo era erradicar toda práctica pagana vinculada con los dioses mesoamericanos, entre ellos, Matlalcueyetl. La religión católica emprendió estrategias para evangelizar a los antiguos nahuas, entre ellos la realización de obras teatrales para facilitar la conversión religiosa al cristianismo, y el más importante en el sur de Tlaxcala fue el Teatro Náhuatl. En ese entonces, los frailes estaban convencidos de la importancia del sacrificio infantil en el sistema de creencias de los nahuas, por tanto, con la obra la Adoración de los Reyes buscaban contrarrestar tales ritos. Esta obra de teatro hacía referencia a la persecución del Niño Dios para ser sacrificado por el ejército de Herodes, con esto, los frailes de alguna manera equipararon ambas prácticas religiosas para convertir a los tlaxcaltecas.

### La Colonia
Durante la Colonia, las escenificaciones del Teatro Náhuatl cambiaron de rumbo, es decir, en lo sucesivo fueron prohibidas por el obispo de Tlaxcala Juan de Palafox y Mendoza. Las obras del teatro náhuatl en su matriz más profunda también contenían elementos de la religiosidad mesoamericana en torno a la realización de danzas rituales. En este contexto, los naturales de la región siguieron practicando los antiguos rituales en torno a la fertilidad de la tierra, siempre de manera oculta a las autoridades eclesiásticas. Más adelante, con la introducción del carnaval europeo en Tlaxcala, los indígenas nahuas vieron en tal celebración un medio a través del cual podían realizar sus rituales sin ninguna represión eclesiástica (dado que durante el carnaval se permite a los hombres realizar actividades que en la vida social ordinaria son normadas o prohibidas). Fue durante este período histórico que la deidad mesoamericana (Matlalcueyetl) y la católica (Niño Dios) terminaron por sincretizarse. Varios de los relatos que en la actualidad existen en torno al origen del carnaval en Papalotla sugieren que esta se dio a partir de la persecución del Niño Dios por parte de Herodes. Estos relatos forman parte de la Biblia y fue durante la Colonia en donde se arraigó esta creencia.

### La época hacendaria
Durante la post-independencia el territorio papalotlense fue dominado por las haciendas de San Antonio Palula y San Diego Buenavista que se encargaban de la producción agrícola con mano de obra de las localidades aledañas a Papalotla como Mazatecochco, Ayometla y Xicohtzinco. Los hacendados (principalmente de orígenes españoles y franceses) realizaban grandes bailes, todos llenos de lujos, excesos y con vestimentas de cortes finos decorados con plumas exóticas. Los ritmos eran valses franceses e ingleses que eran originarios de Europa. Los indígenas y mestizos satirizaban estos bailes durante la época del carnaval y lo mezclaron con sus tradiciones prehispánicas y coloniales.

### SigloXX: La influencia del crecimiento económico y el sindicalismo
A finales del siglo XIX Papalotla experimentó un crecimiento económico en su zona sur conocida como Panzacola. Para principios del siglo XX ya estaban instaladas más de diez fábricas textiles. Con ello gran parte de la población de Papalotla comenzó a migrar de actividades agrícolas hacia el sector secundario, lo que implicó un aumento de ingresos para la población y una entrada de nuevas técnicas de moldeo de madera, así como nuevas telas y nuevas máquinas de hilado. Con ello los trajes de los huehues mejoraron su calidad en la capa, también se mejoraron las máscaras para proyectar una mayor similitud con una persona europea.
En la década de los 20 ingresaron a la ciudad sindicatos como la CROM. Para 1980 los sindicatos dominaban todas las empresas del Corredor Industrial Panzacola y ejercían un gran poder en Papalotla, al punto de elegir al presidente municipal y a su cabildo. El corporativismo sindical permearon en el carnaval al obligar su realización. Las masas no percibían esto bien y comenzó la costumbre de arrojar huevos a las autoridades municipales durante el remate.
El descontento popular llevó a la creación de la Organización del Pueblo (de ideología izquierdista) que cobró gran fuerza hasta ganar las elecciones en 1985, siendo una de las primeras victorias de la izquierda en México. Durante la lucha hubo enfrentamientos que cobraron la vida de varias personas. Con el poder de los sindicatos aún presente, a los líderes de oposición se les denominaba grilleros y se les prohibía trabajar en empresas de Puebla y Tlaxcala. Con estos bloqueos los grilleros formaron los primeros talleres de costura autónomos que más tarde llevaría al crecimiento del sector costurero principalmente en Mazatecochco, Ayometla y Quiletla. Con el sector costurero llegaría una evolución de los trajes añadiendo chaquira y bordados computarizados.

## Actores carnavalescos

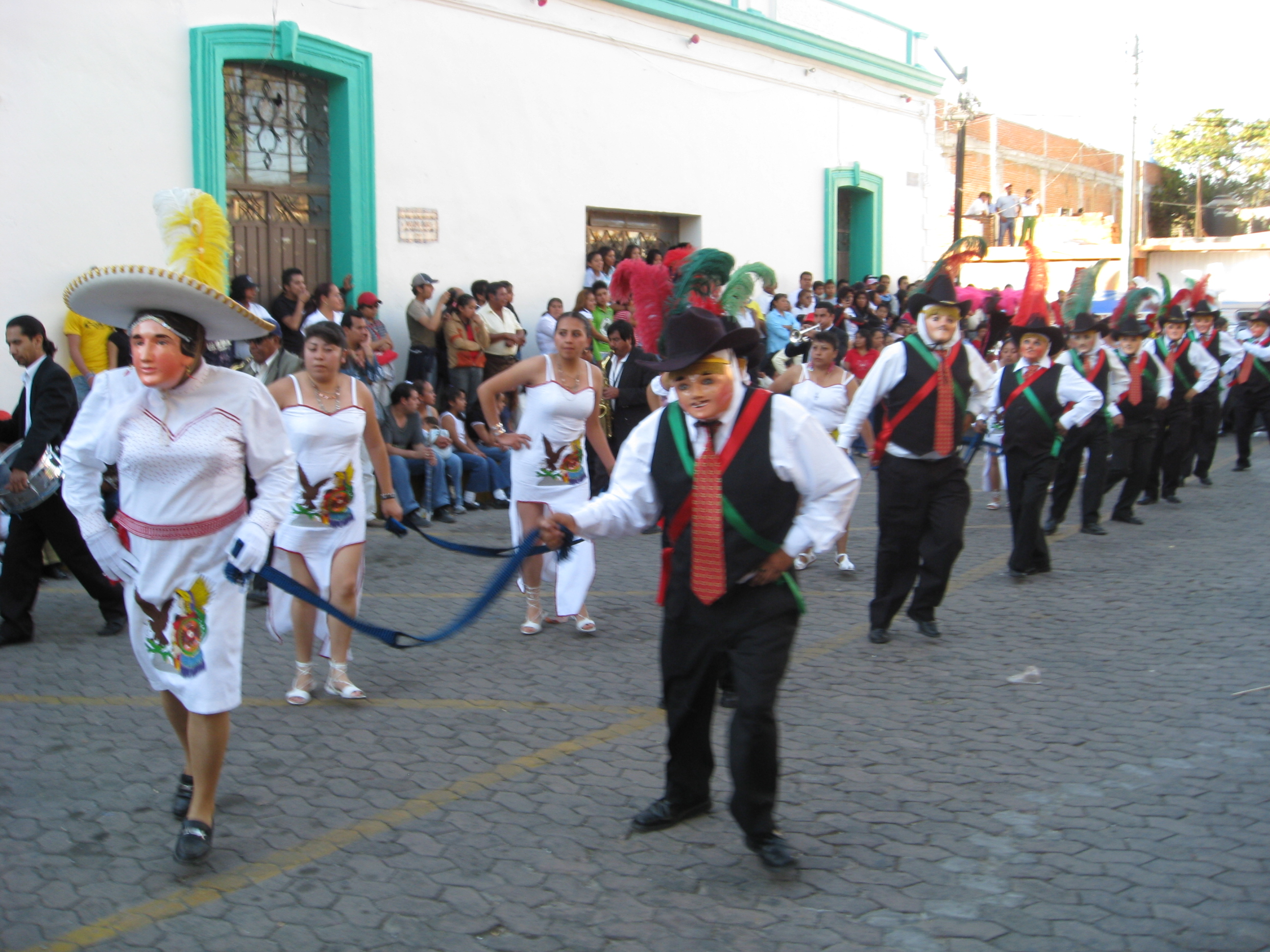
Los Bazarios y las Doncellas

- Los Charros: Su vestimenta está constituida por una máscara de madera con rasgos europeos, sin barbas, y en la parte superior se adorna con un fleco elaborado con metal bañado en oro. Un sombrero estilo Charro de Jalisco forrado de terciopelo en donde se sujeta un rosetón que en el centro tiene un espejo redondo, alrededor tiene siete listones entretejidos que llegan hasta las rodillas. Detrás del sombrero se sujeta un artefacto de madera llamado "macetón" en donde se ensartan entre 50 y 80 plumas de avestruz. Los Charros portan una capa conocida localmente como "paño", en él se aprecian varias figuras cosidas a mano con hilos multicolores como: rosales, el escudo nacional mexicano y una leyenda de "Viva México". Al paño se le insertan lentejuelas de colores, dependiendo del gusto del disfrazado. Los Charros de Papalotla portan un látigo conocido como "cuarta" (deformación lingüística de la palabra nahua cóatl o serpiente. Este artefacto está elaborado con ixtle o con cuendas de colores entretejidas dándole formas caprichosas. Los Charros también portan chaleco y pantalón negro, camisa blanca, corbata, cinturón, botas vaqueras. guantes de piel y otros aditamentos.

- Los Bazarios: Su vestuario es más sencillo que el de los Charros y está compuesto por una máscara de madera con rasgos europeos, chaleco y pantalón negro, camisa blanca, corbata, guantes de piel, zapatos negros, cinturón, listones verde y rojo y un sombrero estilo texano con tres plumas de avestruz.

- Bazarias o Doncellas: El proceso de transformación de este personaje sufrió un cambio fundamental. Antes de la década de 1980 existía una prohibición para la participación femenina en el carnaval. Con el paso de los años la tradición local se flexibilizó y se permitió la participación de las mujeres. Anteriormente, su vestimenta servía para ridiculizar a las clases altas en una región en donde existían numerosas haciendas y caciques. En la actualidad, la vestimenta que usan se asemeja a la que utilizaban las mujeres en las sociedades precolombinas del altiplano mexicano.

- La Nana: Es un personaje femenino representado por un hombre alto y robusto. Su vestuario consta de un sombrero estilo Charro de Jalisco adornado con plumas de avestruz, vestido, una máscara femenina con rasgos europeos, medias, guantes blancos y zapatillas.

## Danzas
Durante los días de celebración se ejecutan distintas coreografías acompañadas de diferentes acompañamientos musicales como el Jarabe Inglés, la Estrella, la Primera, la Segunda y Cinco de Mayo, pero las más conocidas por su estilo e historia son las danzas conocidas como la Muñeca y la Culebra.

### La Muñeca
- Wikisource contiene obras originales de o sobre La Danza de la Muñeca.

Es un cántico proveniente del Teatro Náhuatl prehispánico que fue modificado durante la Colonia sustituyendo a las deidades nahuas por personajes bíblicos y con una clara influencia de "la Comedia de los Reyes". Durante la danza los bazarios y la nana llevan entre sus brazos a un muñeco en representación del Niño Dios.
El bazario mayor interpreta el canto antes mencionado mientras los charros y el cuadro bailan con alegría.
| «La Danza de la Muñeca» (Fragmento) |

"El alto mansión del cielo

formado por el creador.

Cielo, tierra y cuanto está,
y toda la universidad
El hombre a su semejanza
en el paraíso lo dejó.

De quien somos descendientes
toda esta generación
Todos, todos a un tiempo
vengan todos a formar...

... Solo Dios lo sabrá
y el que exista lo verá.
En fin pues los dejamos
que lejos, lejos nos vamos.

Vamos todos veloces
y todos digan pues adiós
Y hasta aquí se acaba todo

se acabó la humanidad."

### La culebra

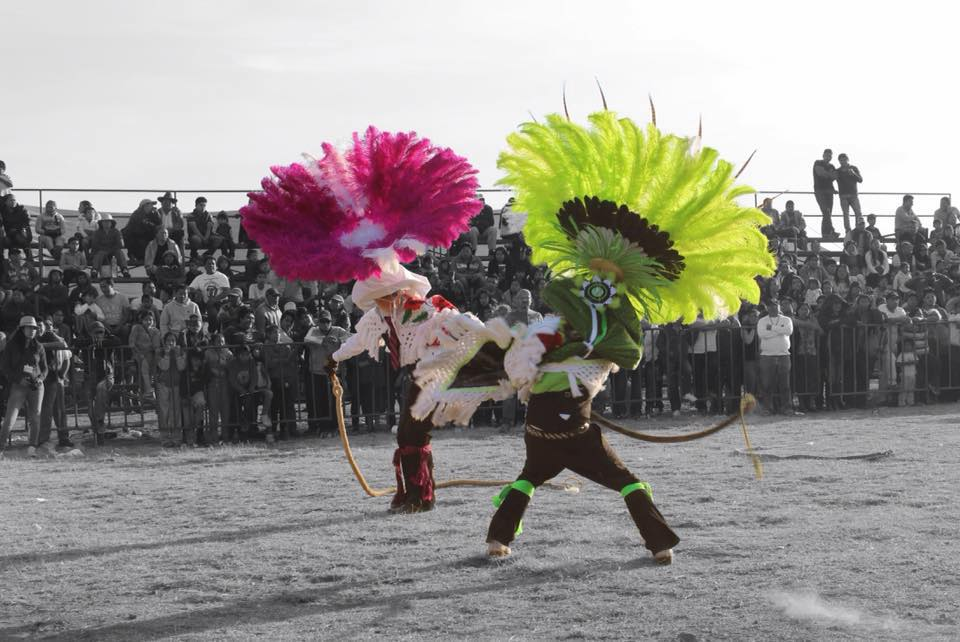
Charros interpretando la culebra durante el Festival Cultural Atltepeihuitl

La danza de la culebra es la danza más representativa del Carnaval de Papalotla debido a su vistosidad y un poco al morbo. Durante esta danza se retira al cuadro de bazarios y doncellas para quedar únicamente los charros, después, en parejas y utilizando sus cuartas (látigo) se proceden a tronarlas debajo o en las pantorrillas de su acompañante. La canción utilizada para esta danza es un ciclo de dos diferentes tonos, uno es lento e intimidante en donde se "truenan las cuartas" y el segundo mucho más festivo donde se debe de bailar sin agresiones. Al final de la representación, la pareja de huehues deben darse la mano en señal de perdón y ausencia de rencores.
Existen varias investigaciones y tradiciones orales acerca del significado de la Danza de la Culebra. Se dice que la "cuarta" es una representación de una culebra, conocido en Papalotla como "chirrionera" y el sonido que produce la cuarta es también una representación de los truenos durante una precipitación o lluvia. Esto se valida debido a la ancestral tradición del Atltepeihuitl realizada también en Papalotla con un fuerte simbolismo sobre la lluvia, Tláloc y Matlacuéyet.
Asimismo también existe la leyenda del que Matlalcueyetl (representación del Volcán La Malinche) se solía convertir en una culebra o víbora de agua, esto posiblemente interpretado por los fenómenos meteorológicos que ocurren en el volcán durante la época de precipitaciones.

## La celebración

### Domingo de carnaval
El primer día de Carnaval comienza desde la madrugada del domingo, los jóvenes danzantes muestran su emoción al salir a correr con sus vestimentas de huehue en la madrugada y continúan hasta la salida del sol. Este primer día se caracteriza por su ambiente relajado, donde las cuadrillas de charros bailan en sus localidades  y barrios de origen. Las celebraciones terminan temprano por la creencia de ahorrar energía para los días siguientes.

### Presentación (lunes)
Su ambiente se torna mucho más formal con el número más importante de turistas. Las actividades comienzan en la mañana y se concentran en la Plaza de la Constitución de Papalotla en la que, por aproximadamente cuarenta minutos, cada barrio tiene la oportunidad de demostrar su calidad de su bailes, vestuario y organización. Se comienza por las localidades más apartadas y con menos población para ir escalando en cantidad de danzantes y de espectadores. Finalmente se concluye con el barrio de Potrero, ya que es el barrio donde se encuentra el zócalo.

### Remate (martes)
A diferencia de la Presentación, el Remate es un encuentro mucho más frívolo y frenético. Las actividades comienzan ya entrada la tarde siguiendo la misma dinámica de escalabilidad de la Presentación. Aunque la cantidad de turistas decrece sigue siendo importante. Son frecuentes los epítetos contra el gobierno y la autoridad, así como entre barrios y localidades. Las actividades que deberían terminar al iniciar el Miércoles de Ceniza pueden continuar hasta la madrugada.

## Proyección nacional e internacional
- En 1989 el Carnaval de Papalotla tuvo una aparición en la cinta "Barroco" del cineasta Paul Leduc.[8]
- En 2002, el municipio de Papalotla de Xicohténcatl fue uno de los invitados de honor para participar en el XXX Festival Internacional Cervantino.[9]
- Durante los festejos del Bicentenario de la Independencia de México se realizó un desfile en el Paseo de la Reforma de la Ciudad de México. El Carnaval de Papalotla fue uno de los dos elegidos para desfilar en la sección del estado de Tlaxcala.
- En 2011 se realizó una demostración de la danza de la Culebra en el Festival de Baile y Danza Latinoamericana Latin Flavor en Hull, Reino Unido.[10]
- En 2014 se realizó una interpretación del carnaval durante el X Foro Internacional de Música Tradicional de la Fonoteca del INAH en el Museo Nacional de Antropología con la participación de la cuadrilla municipal.[11]
- El cantante tlaxcalteca Carlos Rivera usualmente es acompañado durante sus presentaciones en el Auditorio Nacional por cuadrillas de huehues de Tlaxcala, la de Papalotla se ha mantenido constante en sus apariciones.[12]
- Los trajes de Charro de Papalotla son permanentemente expuestos en el Museo de la Memoria de la ciudad de Tlaxcala de Xicohténcatl.[13]
- Los huehues de Papalotla aparecen, junto con otros carnavales del estado de Tlaxcala, en el video musical de la canción Regrésame mi corazón del cantante Carlos Rivera.[14]

## Turismo
El turismo se desarrolla principalmente durante las 36 horas del evento principal, la cantidad de turistas es una de las más altas del estado, con aproximadamente 25,000 turistas en tres días. Cabe destacar que la ciudad tiene apenas 23,000 habitantes.

## Realización en Estados Unidos
Debido a las dificultades económicas atravesadas en México durante las décadas de los ochenta y noventa, muchas personas (especialmente hombres) emigraron de Papalotla y otras localidades con dirección a Estados Unidos en la conocida como la diáspora mexicana. Estas personas, llevaron su cultura a ciudades como Nueva York, New Haven y Los Ángeles. Las comunidades tlaxcaltecas se organizan año con año para hacer demostraciones de las danzas de carnaval papalotlenses.